# 光果赤车
光果赤车（学名：Pellionia leiocarpa）为荨麻科赤车属下的一个种。

## 扩展阅读
維基物種上的相關：光果赤车